# Stelis transversalis
Stelis transversalis är en orkidéart som beskrevs av Oakes Ames. Stelis transversalis ingår i släktet Stelis och familjen orkidéer. Inga underarter finns listade i Catalogue of Life.